# Breno Borges
Breno Vinicius Rodrigues Borges (n. 13 octombrie 1989, Cruzeiro, São Paulo, Brazilia), cunoscut ca Breno, este un fundaș central împrumutat la 1. FC Nürnberg.